# Palmotić
| Palmotić            | Palmotić            |
| ------------------- | ------------------- |
|                     |                     |
| Staat               | Republik Dubrovnik  |
| Gründung            | 12/13. Jahrhundert  |
| Ethnizität          | Kroatisch           |
| Aktuelles Oberhaupt | ausgestorben (1709) |
|                     |                     |

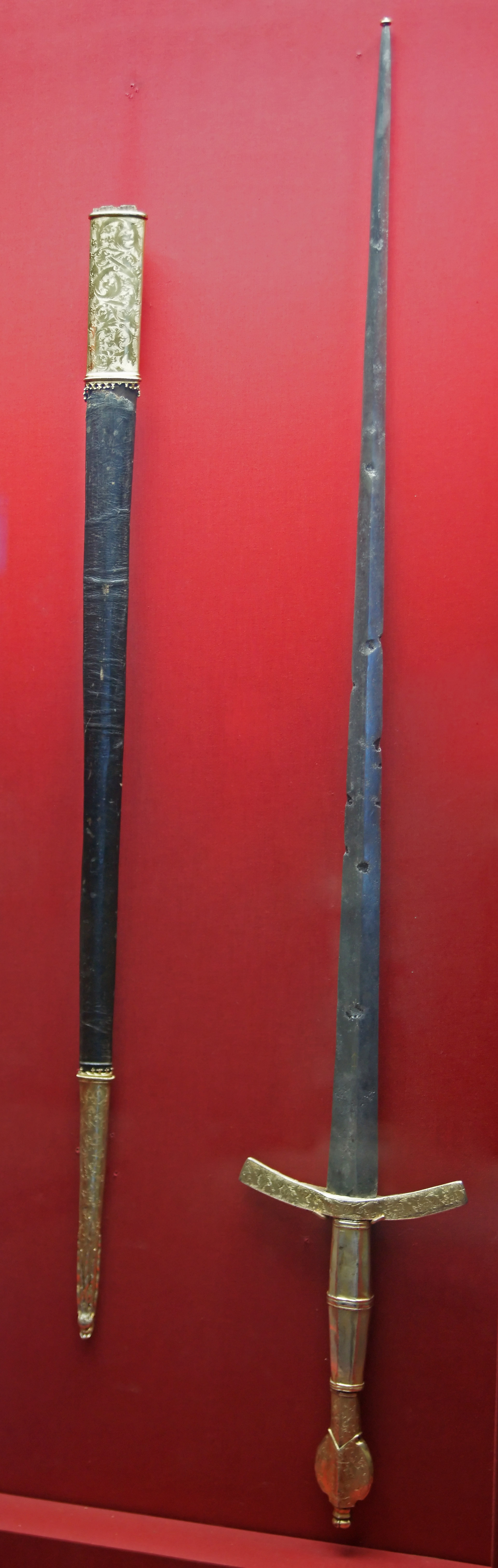
Das zeremonielle Schwert des Knezes, ein Geschenk vom König Matthias Corvinus, wurde 1466 persönlich vom Dživo Palmotić nach Dubrovnik gebracht

Palmotić (italienisch Palmotta) war ein kroatisches Adelsgeschlecht aus der Republik Dubrovnik. Die Mitglieder des Adelsgeschlechts waren Politiker, Diplomaten oder bekannte Schriftsteller, und einige von ihnen wurden zum Knez (Fürst oder Rektor, d. h. Staatsoberhaupt der Republik) gewählt.

## Geschichtlicher Überblick
Die Vorfahren der Familie stammen höchstwahrscheinlich aus dem Gebiet des mittelalterlichen Fürstentums Zahumlje. Erstmals wurde die Familie in einem historischen Dokument aus dem Jahr 1222 erwähnt. Nach einigen Quellen war sie sogar 1157 in Dubrovnik anwesend. In einer zweihundertjährigen Zeitspanne (1440–1640) wurden insgesamt 46 Angehörige der Familie zu Mitgliedern des Großrats der Republik (Consilium Maior) berufen, dazu 67 zum Senat (Consilium Rogatorum), 34 zum Kleinrat (Consilium Minor) und 42 zum Knez, also Staatsoberhaupt, gewählt.
Als erstklassige und erfahrene Diplomaten waren die Mitglieder der Familie an vielen europäischen und nichteuropäischen Ländern mehrere Jahrhunderte tätig und machten die Bekanntschaften sowie teilweise Freundschaften mit verschiedenen Königen, Kaisern oder Sultanen. Dživo (Ivan) Palmotić hatte  die Ehre das festliche zeremonielle Schwert, ein Geschenk des kroatisch-ungarischen Königs Matthias Corvinus an den Knez, 1466 persönlich nach Dubrovnik zu bringen und dem Knez zu übergeben. Seitdem ist ein Schwert Bestandteil des Familienwappens. 
Mit dem Aussterben vieler aristokratischer Geschlechter Dubrovniks endete Anfang des 18. Jahrhunderts auch die Linie der Palmotić. Das letzte Mitglied war Jelena Palmotić, die 1709 verstarb.

## Bekannte Angehörige des Adelsgeschlechts
- Dživo/Ivan (deutsch Johann; italienisch Giovanni) – Diplomat und Schriftsteller, lebte im 15. Jahrhundert
- Sabo Palmotić (1522–1590) – an seiner Hochzeit mit Nika Crijević wurde die Komödie Der Geizhals von Marin Držić uraufgeführt
- Džono/Junije (Junius; Giunio; 1606/1607 - 1657) – angesehener barocker Schriftsteller
- Džore/Juraj (Georg; Giorgio) – Džonos Bruder; war Dichter und Dramatiker
- Jaketa/Jakov Dionorić Palmotić (Jakob; Giacomo;  ? - 1680) – Politiker und Schriftsteller